# Conny Bakker
Cornelia Ariadne (Conny) Bakker (Sliedrecht, 1965) is een Nederlands hoogleraar van de Technische Universiteit Delft. Het hoogleraarschap Design Methodologie voor Duurzaamheid en Circulaire economie aan de faculteit Industrieel Ontwerpen bekleedt ze hier sinds 10 mei 2019.

## Academische achtergrond
Prof. dr. ir. Conny Bakker is hoogleraar aan de TU Delft, faculteit Industrieel Ontwerpen. Ze coördineert en geeft verschillende vakken in Duurzaam ontwerpen en Circulair productontwerpen. Haar onderzoeksgebied is Design for the Circular Economy, in het bijzonder het ontwerpen en ontwikkelen van producten die meer dan eens worden gebruikt. Ze onderzoekt en ontwikkelt ontwerpmethoden en -strategieën voor productverlenging, hergebruik, herfabricage en recycling, evenals de bedrijfsmodellen die deze strategieën mogelijk maken.
Een tweede onderzoeksinteresse is het veld van gebruikersgericht duurzaam ontwerpen, dat zich richt op het verkennen van de relaties tussen consumentengedrag, duurzaamheid en design. In 1995 promoveerde ze in 'milieuinformatie voor industrieel ontwerpers' bij de TU Delft, op basis van onderzoek uitgevoerd binnen onderzoeksorganisatie TNO.

## Publicaties
- (en) Conny Bakker, Environmental Information for Industrial Designers. Proefschrift. (23 oktober 1995), p. 219. ISBN 90-9008828-8.
- (en) Conny Bakker, Ed van Hinte, Yvo Zijlstra (mei 2022). Design for Sustainability Survival Guide. BIS Publishers, p. 160. ISBN 9789063696399.
- (en) Conny Bakker, Marcel den Hollander, Ed van Hinte, Yvo Zijlstra (juli 2019). Products That Last. BIS Publishers, p. 112. ISBN 9789063695224.
- (en) Conny Bakker (januari 2004). Huibert Groenendijk - Down to Design. 010, p. 174. ISBN 9789064504587.

- Bibsys: 44376
- Gemeinsame Normdatei: 1192843916
- International Standard Name Identifier: 0000 0003 8378 9504
- Library of Congress Control Number: no2001015868
- NARCIS: PRS1330483
- Nationale Bibliotheek van Tsjechië: mub20181001848
- Nationale Bibliotheek van Israël: 987007351519005171
- Nederlandse Thesaurus van Auteursnamen: 142303763
- Système universitaire de documentation: 190587121
- Virtual International Authority File: 272154417
- WorldCat: E39PCjqv6Fr3kcPVGFGwHcqPHy